# 751年
| 千纪： | 1千纪                                                                                           |
| 世纪： | 7世纪 \| 8世纪 \| 9世纪                                                                         |
| 年代： | 720年代 \| 730年代 \| 740年代 \| 750年代 \| 760年代 \| 770年代 \| 780年代                       |
| 年份： | 746年 \| 747年 \| 748年 \| 749年 \| 750年 \| 751年 \| 752年 \| 753年 \| 754年 \| 755年 \| 756年 |
| 纪年： | 辛卯年（兔年）；唐天寶十載；日本天平胜宝三年；渤海国大興十四年                                  |

## 大事记
- 怛罗斯战役，阿拔斯王朝和盟军打敗由高仙芝带领的唐朝士兵。中国的造纸术亦而传到中亚和中东。
- 楊國忠派鮮于仲通率兵攻打南诏，南詔於是向吐蕃求救，唐軍在泸南(今云南省姚安县)大败。
- 八月，安禄山攻契丹，败于土护真水(今赤峰市东北老哈河)。
- 法兰克帝国
  - 丕平公開宣布廢黜墨洛溫王朝末代國王希爾德里克三世，成为加洛林王朝首位国王。
  - 倫巴底人攻陷拉文纳和罗马涅，將拜占庭帝國勢力逐出義大利。